# Demografía de Gibraltar

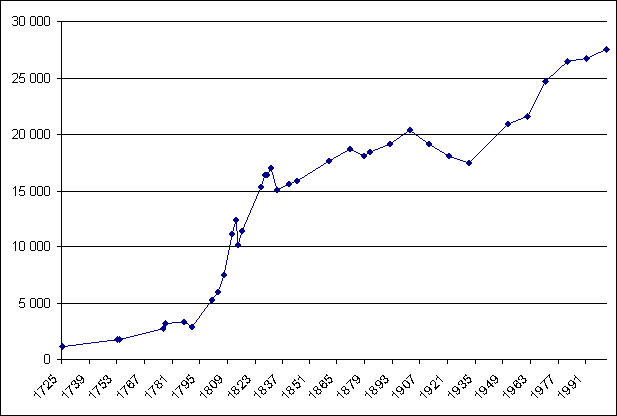

Dos tercios de los habitantes del territorio son gibraltareños (los nacidos allí antes de 1925 y sus descendientes). Cerca de una quinta parte está compuesta por extranjeros residentes. El resto lo componen la guarnición y sus familias. Cualquier ciudadano europeo tiene derecho a vivir en el territorio.
Como es propio en un puerto mediterráneo, la población actual de Gibraltar tiene un origen diverso: principalmente compuesto de ascendencia británica, española, genovesa, maltesa, portuguesa, así como árabe y judía originaria del norte de África y otros países del sur del Mediterráneo. Actualmente no existe más que una minoría de españoles residentes: los que trabajan en el peñón cruzan diariamente a Gibraltar para volver a sus casas tras la jornada laboral.
Los habitantes de Gibraltar son llamados «llanitos» o «yanitos» (palabra posiblemente procedente del italiano gianni (Giovanni: 'Juan'). La lengua vernácula de Gibraltar, que es una mezcla basada fundamentalmente en el español andaluz con gran influencia del inglés entre otros muchos idiomas del Mediterráneo, también se le conoce como llanito. La tesis más indicada es que su nombre venga de que las poblaciones están en las llanuras (de ahí por qué se llaman llanitos) del Peñón.
Las religiones más profesadas son catolicismo (78,09%), protestantismo (anglicanismo) (6,98%), cristianismo (otros) (3,21%), islam (4,01%), judaísmo (2,12%), hinduismo (1,79%) y otros (0,94%), mientras que el resto de la población (2,86%) no profesa ninguna religión (censo 2001). La diócesis anglicana de Gibraltar también abarca otras comunidades del sur de Europa. La comunidad judía es principalmente de ascendencia sefardí.
Gibraltar es uno de los territorios más densamente poblados del mundo, con aproximadamente 4.290 personas por km². La demanda de espacio se ha solucionado con la ocupación de tierras al mar, que actualmente supone un tercio de la superficie total de la ciudad.

## Divisiones territoriales
Gibraltar se encuentra dividida en siete áreas residenciales, que aparecen en la siguiente tabla. Las cifras de población están tomadas del censo de 2001:

| Mapa de Gibraltar |    |                   |           |            |
| Mapa de Gibraltar |    | Área residencial  | Población | % de total |
| ----------------- | -- | ----------------- | --------- | ---------- |
| Mapa de Gibraltar | 1. | East Side         | 429       | 1,54%      |
| Mapa de Gibraltar | 2. | North District    | 4.116     | 14,97%     |
| Mapa de Gibraltar | 3. | Reclamation Áreas | 9.599     | 34,91%     |
| Mapa de Gibraltar | 4. | Sandpits Area     | 2.207     | 8,03%      |
| Mapa de Gibraltar | 5. | South District    | 4.257     | 15,48%     |
| Mapa de Gibraltar | 6. | Town Area         | 3.588     | 13,05%     |
| Mapa de Gibraltar | 7. | Upper Town        | 2.805     | 10,20%     |
| Mapa de Gibraltar |    | Resto             | 494       | 1,82%      |
| Mapa de Gibraltar |    | Gibraltar         | 27.495    | 100%       |